# Bernadotte

Stemma dei Bernadotte, re di Svezia

Il Casato di Bernadotte è l'attuale casata reale della Svezia, al trono dal 1818. Tra il 1818 e il 1905, era anche la casata reale della Norvegia. Il suo fondatore, Carlo XIV & III Giovanni (nato Jean Bernadotte), venne adottato dal re Carlo XIII & II, la cui casata di Holstein-Gottorp si stava estinguendo. I Bernadotte costituiscono l'unica delle dinastie create in età napoleonica ad essere sopravvissuta alla Restaurazione del 1815.

## Storia

### Origini
Le prime notizie della famiglia Bernadotte risalgono al XVI secolo quando ancora portava il nome di "de Pouey". Nel 1615 Jeandou de Pouey sposò a Pau Germaine de Bernadotte de Latour, figlia di Jean de Lafun e di Estebene de Butleret detta de Bernadotte. I figli nati dal matrimonio assunsero il cognome "de Bernadotte".
I Bernadotte esercitavano professioni legali, erano di religione cattolica ed erano annoverate tra le famiglie onorate della borghesia di toga.
Questa è la discendenza diretta da Jeandou de Pouey a Jean-Baptiste Jules Bernadotte:
Jeandou de Pouey (c. 1590-1639); sposa Germaine de Bernadotte de Latour, da cui la trasmissione del cognome "(de) Bernadotte"
- Pierre de Pouey detto de Bernadotte (1624-1660); sposa Magalie de Barraquer de Lee

- Jean de Pouey detto de Bernadotte (Pau 7 novembre 1649-14 luglio 1689); sposa Marie de la Barrère detta Bertrandot de Higueres

- Jean Bernadotte (Pau, 29 settembre 1683 - 3 ottobre 1760); sposa Marie du Pucheu detta de La Place (Pau, 6 febbraio 1686 - 5 ottobre 1773)

- Jean Henri Bernadotte (Pau 13 ottobre 1711 - 31 marzo 1780), procuratore del siniscalco di Pau; sposa Jeanne de Saint Vincent (Boeil-Bezing 1º aprile 1728 - Pau 8 gennaio 1809)

- Jean-Baptiste Jules Bernadotte, re Carlo XIV di Svezia e Carlo III Giovanni di Norvegia

### Ascesa al Trono di Svezia
Dopo la guerra finlandese del 1809, la Svezia soffrì per la traumatica perdita della Finlandia, che aveva costituito la metà orientale del regno di Svezia. Il risentimento verso il re Gustavo IV Adolfo precipitò in un colpo di stato, e lo zio di Gustavo Adolfo, re Carlo XIII/II (senza figli), lo rimpiazzò. Questa fu una soluzione temporanea, e nel 1810, il Parlamento svedese scelse il Maresciallo di Francia, Jean-Baptiste Jules Bernadotte come erede del trono svedese.
Bernadotte, nato nella città di Pau, nella regione del Béarn, in Francia, attraverso la Rivoluzione francese era diventato non solo uno dei generali di Napoleone, ma anche Maresciallo dell'Impero (Francia) e Principe di Pontecorvo, nell'Italia centrale. Era anche il cognato del fratello di Napoleone, Giuseppe Bonaparte.
Come Principe ereditario di Svezia, assunse il nome di Carlo Giovanni (Karl Johan), funse da reggente per il regno di Carlo XIII e assicurò un'unione di forze tra Svezia e Norvegia nella campagna contro la Danimarca del 1814. Jean-Baptiste Jules Bernadotte regnerà come re Carlo XIV Giovanni di Svezia e Carlo III Giovanni di Norvegia dal 5 febbraio 1818 fino alla sua morte, l'8 marzo 1844.

## Re di Svezia
| Nome italiano, svedese                                             | Ritratto | Stemma | Monogramma | Nascita          | Regno             | Regno             | Morte             | Consorte/i                                                                               | Note |
| Nome italiano, svedese                                             | Ritratto | Stemma | Monogramma | Nascita          | Inizio            | Termine           | Morte             | Consorte/i                                                                               | Note |
| ------------------------------------------------------------------ | -------- | ------ | ---------- | ---------------- | ----------------- | ----------------- | ----------------- | ---------------------------------------------------------------------------------------- | --- |
| Carlo XIV Giovanni Karl XIV Johan (Jean-Baptiste Jules Bernadotte) |          |        |            | 26 gennaio 1763  | 5 febbraio 1818   | 8 marzo 1844      | 8 marzo 1844      | Désirée Clary (1777–1860)                                                                | Anche Re di Norvegia come Carlo III Giovanni |
| Oscar I                                                            |          |        |            | 4 luglio 1799    | 8 marzo 1844      | 8 luglio 1859     | 8 luglio 1859     | Giuseppina di Leuchtenberg (1807–1876)                                                   | Anche Re di Norvegia |
| Carlo XV Karl XV                                                   |          |        |            | 3 maggio 1826    | 8 luglio 1859     | 18 settembre 1872 | 18 settembre 1872 | Luisa dei Paesi Bassi (1828–1871)                                                        | Anche Re di Norvegia come Carlo IV |
| Oscar II                                                           |          |        |            | 21 gennaio 1829  | 18 settembre 1872 | 8 dicembre 1907   | 8 dicembre 1907   | Sofia di Nassau (1836–1912)                                                              | Anche Re di Norvegia fino al 7 giugno 1905, ultimo della sua dinastia a fregiarsi di tale titolo |
| Gustavo V Gustaf V                                                 |          |        |            | 16 giugno 1858   | 8 dicembre 1907   | 29 ottobre 1950   | 29 ottobre 1950   | Vittoria di Baden (1862–1930)                                                            | |
| Gustavo VI Adolfo Gustaf VI Adolf                                  |          |        |            | 11 novembre 1882 | 29 ottobre 1950   | 15 settembre 1973 | 15 settembre 1973 | Margherita di Sassonia-Coburgo-Gotha (1ª) (1882–1920) Luisa Mountbatten (2ª) (1889–1965) | |
| Carlo XVI Gustavo Carl XVI Gustaf                                  |          |        |            | 30 aprile 1946   | 15 settembre 1973 | in carica         | vivente           | Silvia Sommerlath (1943–vivente)                                                         | È il primo sovrano ad aver rifiutato di utilizzare la storica formula dei re di Svezia, “Per Grazia di Dio Re degli Svedesi, dei Goti e dei Venedi”, utilizzata sin dall'istituzione della monarchia ereditaria nel 1544, preferendo la ben più semplice di “Re di Svezia”. |

## Re di Norvegia
| Nome italiano, norvegese                                           | Ritratto | Stemma | Nascita         | Regno             | Regno             | Morte             | Consorte                               | Note                                                                              |
| Nome italiano, norvegese                                           | Ritratto | Stemma | Nascita         | Inizio            | Termine           | Morte             | Consorte                               | Note                                                                              |
| ------------------------------------------------------------------ | -------- | ------ | --------------- | ----------------- | ----------------- | ----------------- | -------------------------------------- | --------------------------------------------------------------------------------- |
| Carlo III Giovanni Karl III Johan (Jean-Baptiste Jules Bernadotte) |          |        | 26 gennaio 1763 | 5 febbraio 1818   | 8 marzo 1844      | 8 marzo 1844      | Désirée Clary (1777–1860)              | Anche Re di Svezia come Carlo XIV Giovanni                                        |
| Oscar I                                                            |          |        | 4 luglio 1799   | 8 marzo 1844      | 8 luglio 1859     | 8 luglio 1859     | Giuseppina di Leuchtenberg (1807–1876) | Anche Re di Svezia                                                                |
| Carlo IV Karl IV                                                   |          |        | 3 maggio 1826   | 8 luglio 1859     | 18 settembre 1872 | 18 settembre 1872 | Luisa dei Paesi Bassi (1828–1871)      | Anche Re di Svezia come Carlo XV                                                  |
| Oscar II                                                           |          |        | 21 gennaio 1829 | 18 settembre 1872 | 7 giugno 1905     | 8 dicembre 1907   | Sofia di Nassau (1836–1912)            | Anche Re di Svezia fino alla morte, fu l'ultimo Re di Norvegia della sua dinastia |

## Genealogia parziale
Jean-Baptiste Jules Bernadotte (26 gennaio 1763 - 8 marzo 1844), re di Svezia e di Norvegia dal 1814 al 1844 - sposò il 17 agosto 1798 Bernhardine Eugénie Désirée Clary (8 novembre 1777 - 17 dicembre 1860):
1. Joseph François Oscar (4 luglio 1799 - 8 luglio 1859), re di Svezia e di Norvegia dal 1844 al 1859 - sposò il 22 maggio 1823 Joséphine Maximilienne Eugénie Napoléone de Beauharnais (14 marzo 1807 - 7 giugno 1876):
  1. Carl Ludvig Eugén (3 maggio 1826 - 18 settembre 1872), re di Svezia e di Norvegia dal 1859 al 1872 - sposò il 19 giugno 1850 Luisa dei Paesi Bassi (5 agosto 1828 - 30 marzo 1871):
    1. Louise Josephine Eugénie (31 ottobre 1851 - 20 marzo 1926) - sposò il 28 luglio 1869 Federico VIII di Danimarca (3 giugno 1843 - 14 maggio 1912): con discendenza;
    2. Carl Oscar Wilhelm Frederick (1852 - 1854)

  2. Frans Gustav Oscar (18 giugno 1827 - 24 settembre 1852)
  3. Oscar Frederik (21 gennaio 1829 - 8 dicembre 1907), re di Svezia dal 1872 al 1907 - re di Norvegia dal 1872 al 1905 - sposò il 6 giugno 1857 Sofia di Nassau (9 luglio 1836 - 30 dicembre 1912):
    1. Oscar Gustaf Adolf (16 giugno 1858 - 29 ottobre 1950), re di Svezia dal 1907 al 1950 - sposò il 20 settembre 1881 Sophie Marie Viktoria di Baden (7 agosto 1862 - 4 aprile 1930):
      1. Oskar Frederik Wilhelm Olaf Gustav Adolf (11 novembre 1882 - 15 settembre 1973), re dal 1950 al 1973 - sposò il 15 giugno 1905 Margherita di Connaught (15 gennaio 1882 - 1 maggio 1920);; sposò in seconde nozze il 3 novembre 1923 Luisa Mountbatten (13 luglio 1889 - 7 marzo 1965)
        1. Gustaf Adolf Oscar Frederik Arthur Edmund (22 aprile 1906 - 26 gennaio 1947) - sposò il 20 ottobre 1932 Sibilla di Sassonia-Coburgo-Gotha (18 gennaio 1908 - 28 novembre 1972):
          1. Margaretha Désirée Victoria (31 ottobre 1934) - sposò il 30 giugno 1964 John Kenneth Ambler (1924 - 2008): con discendenza;
          2. Birgitta Ingeborg Alice (19 gennaio 1937) - sposò il 30 maggio 1961 Giovanni Giorgio di Hohenzollern-Sigmaringen (31 luglio 1932 - 2 marzo 2016): con discendenza;
          3. Désirée Elisabeth Sibylla (2 giugno 1938) - sposò il 5 giugno 1964 Nils-August Otto Carl Niclas Silfverschiöld (1934-2017): con discendenza;
          4. Christina Louise Helen (3 agosto 1943) - sposò il 15 giugno 1974 Tord Magnuson (7 aprile 1941): con discendenza;
          5. Carl Gustaf Folke Hubertus (30 aprile 1946), re di Svezia dal 1973 ad oggi - ha sposato il 19 giugno 1976 Silvia Renate Sommerlath (23 dicembre 1943):
            1. Victoria Ingrid Alice Désirée (14 luglio 1977) - ha sposato il 19 giugno 2010 Daniel Westling (15 settembre 1973):
              1. Estelle Silvia Ewa Mary (23 febbraio 2012)
              2. Oscar Carl Olof (2 marzo 2016)

            2. Carl Philip Edmund Bertil (13 maggio 1979) - ha sposato il 13 giugno 2015 Sofia Kristina Hellqvist (6 dicembre 1984):
              1. Alexander Erik Humbertus Bertil (19 aprile 2016)
              2. Gabriel Carl Walter (31 agosto 2017)
              3. Julian Herbert Folke (26 marzo 2021)

            3. Madeleine Thérèse Amélie Josephine (10 giugno 1982) - ha sposato l'8 giugno 2013 Christopher O'Neill (27 giugno 1974):
              1. Leonore Lilian Maria (20 febbraio 2014)
              2. Nicolas Paul Gustaf (15 giugno 2015)
              3. Adrienne Josephine Alice (9 marzo 2018)

        2. Sivgard Oscar Frederik (7 giugno 1907 - 4 febbraio 2002) - sposò l'8 marzo 1934 Erica Maria Regina Rosalie Patzek (1911–2007), divorziando il 14 ottobre 1943; sposò il 26 ottobre 1943 Sonja Helene Robbert (1909 - 2004), divorziando il 6 giugno 1961; sposò il 30 luglio 1961 Gullan Marianne Lindberg (15 luglio 1924):
          1. (II) Michael Alexander Sivgard (21 agosto 1944) - ha sposato Christine Wellhofer (26 aprile 1947):
            1. Kajsa Michaela Sophia (12 ottobre 1980)

        3. Ingrid Victoria Sofia Louise Margareta (28 marzo 1910 - 7 novembre 2000) - sposò il 24 maggio 1935 Federico IX di Danimarca (11 marzo 1899 - 14 gennaio 1972): con discendenza;
        4. Bertil Gustaf Oskar Carl Eugén (28 febbraio 1912 - 5 gennaio 1997) - ha sposato il 7 dicembre 1976 Lillian May Davies (30 agosto 1915 - 10 marzo 2013)
        5. (I) Carlo Giovanni Arthur (31 ottobre 1916 - 5 maggio 2012) - sposò il 19 febbraio 1946 Elin Kerstin Margareta Wijkmark (4 ottobre 1910 - 11 settembre 1987); sposò il 29 settembre 1988 Gunilla Marta Louise Wachtmeister af Johannishus (12 maggio 1923 - 12 settembre 2016):
          1. Monica Kristina Margaretha (5 marzo 1948 - adottata) - ha sposato il 16 gennaio 1976 Johan Peder Bonde af Bjorno (5 maggio 1950) da cui ha divorziato nel 1997: con discendenza;
          2. Christian Carl Henning (3 dicembre 1949 - adottato): con discendenza;

      2. Karl Wilhelm Louis (17 giugno 1884 - 5 giugno 1965) - sposò il 3 maggio 1908, annullato nel 1914, Marija Pavlovna Romanova (18 aprile 1890 - 13 dicembre 1958):
        1. Lennart Gustaf Nicholas Paul (8 maggio 1909 - 21 dicembre 2004): con discendenza;

      3. Erik Gustaf Louis Albert (20 aprile 1889 - 20 settembre 1918) -

    2. Oskar Carl Augustus (15 novembre 1859 - 4 ottobre 1953) - sposò il 15 marzo 1888 Ebba Munck af Fulkila (24 ottobre 1858 - 16 ottobre 1946):
      1. Maria Sofia (28 febbraio 1889 - 19 giugno 1974)
      2. Carlo Oscar (27 maggio 1890 - 1977):
        1. Dagmar Ebba Marta Marianne (10 aprile 1916 - 22 dicembre 2019) - sposò Nilm Magnus von Arbin (17 agosto 1910 - 4 marzo 1985): con discendenza;
        2. Nils Carl Oscar (9 febbraio 1918 - 21 aprile 1920)
        3. Oscar Carl Emanuel (12 luglio 1921 - 3 novembre 2018) - sposò Gertrud Ollén (10 maggio 1916 - 18 febbraio 1999): con discendenza;

      3. Ebba Sofia (17 maggio 1892 - 21 giugno 1936) - sposò Carl-Mårten Fleetwood
      4. Elsa Vittoria (3 agosto 1893 - 1996) - sposò Hugo Cedergren
      5. Folke (2 gennaio 1895 - 17 settembre 1948) - sposò nel 1928 Estelle Romaine Mainville (26 settembre 1904 - 28 maggio 1984):
        1. Gustaf Eduard (20 gennaio 1930 - 2 febbraio 1936)
        2. Folke Jr. (8 febbraio 1931) - sposò nel 1955 Christine Glahns (9 gennaio 1932): con discendenza;
        3. Frederik Oscar (10 gennaio - 30 agosto 1934)
        4. Bertil Oscar (6 ottobre 1935) - ha sposato nel 1966 Rose-Marie Heering (1942 - 1967); nel 1981 Jill Georgina Rhodes-Maddox: con discendenza;
        5. (con Lillie Kristina Ericsson) Jeanne Birgitta Sofia Cristina (4 maggio 1921 - 17 maggio 1991): con discendenza;

    3. Oscar Karl Vilhelm (27 febbraio 1861 - 24 ottobre 1951) - sposò il 27 agosto 1897 Ingeborg Charlotta Carolina Friederika Louisa di Danimarca (2 agosto 1878 - 11 marzo 1958):
      1. Margaretha Sophie Lovisa Ingeborg (25 giugno 1899 - 4 gennaio 1977) - sposò il 22 maggio 1919 Axel di Danimarca (12 agosto 1888 - 14 luglio 1964): con discendenza;
      2. Martha Sofia Lovisa Dagmar Thyra (28 marzo 1901 - 5 aprile 1954) - sposò il 21 marzo 1929 Olav V di Norvegia (2 luglio 1903 - 17 gennaio 1991): con discendenza;
      3. Astrid Sophie Lovisa Thyra (17 novembre 1905 - 29 agosto 1935) - sposò il 10 novembre 1926 Leopoldo III del Belgio (3 novembre 1901 - 25 settembre 1983): con discendenza;
      4. Carl Gustaf Oscar Frederick Christian (10 gennaio 1911 - 27 giugno 2003) - sposò nel 1937, divorziando nel 1951, Elsa von Rosen (1904 - 1991); sposò in seconde nozze Ann Margareta Larrson (1921 - 1975) il 1 novembre 1954, divorziando nel 1961; sposò infine l'8 giugno 1978 Kristine Rivelsrud (22 aprile 1932 - 4 novembre 2014)
        1. (I) Madeleine Astrid Ingeborg Elsa (8 ottobre 1938) - sposò nel 1962 Charles-Albert Ullens de Schooten-Whetnall (1927 - 2006), da cui ha divorziato nel 1980: con discendenza; sposò nel 1981 Nicolaos Kogevinas (? - 2006): con discendenza;

    4. Eugen Napoleon Nicholas (1 agosto 1865 - 17 agosto 1947)

  4. Charlotta Eugénie Augusta Amalia Albertina (24 aprile 1830 - 23 aprile 1889)
  5. Nikolaus August (24 agosto 1831 - 4 marzo 1873) - sposò il 16 aprile 1864 Teresa Amalia Carolina Giuseppina Antonietta di Sassonia-Altenburg (21 dicembre 1836 - 9 novembre 1914)